# Ceratonereis fakaravae
Ceratonereis fakaravae är en ringmaskart som först beskrevs av Chamberlin 1919.  Ceratonereis fakaravae ingår i släktet Ceratonereis och familjen Nereididae. Inga underarter finns listade i Catalogue of Life.